# Asociación Saudí de Derechos Civiles y Políticos
La Asociación de Derechos Civiles y Políticos de Arabia Saudita (ACPRA) (en árabe: جمعية الحقوق المدنية والسياسية في السعودية ) es una organización no gubernamental de derechos humanos de Arabia Saudita creada en 2009. El 9 de marzo de 2013, el tribunal saudí condenó dos de sus destacados dirigentes con al menos 10 años de prisión por "delitos que incluyeron sedición y dar información inexacta a medios extranjeros", mientras disolvía el grupo. La asociación también es conocida en árabe por su acrónimo HASEM.

## Creación
La ACPRA fue creada en 2009 por 11 activistas de derechos humanos y académicos en respuesta a lo que se consideró un empeoramiento de la situación de los derechos humanos en Arabia Saudita. Los 11 fundadores son el profesor Abdulkareem Yousef al-Khathar, el doctor Abdulrahman Hamid al-Hamid, el profesor Abdullah H. al-Hamid , ex profesor de literatura comparada y miembro fundador del Comité para la Defensa de los Derechos Legítimos con Fahad Abdulaziz Ali al-Orani, Fowzan Mohsen al-Harbi, Easa Hamid al-Hamid, Mhana Mohammed al-Faleh, Dr. Mohammad Fahad al-Qahtani, Mohammad Hamad al-Mohaisen,  Mohammed Saleh al-Bejadi  y Saud Ahmed al-Doughaither.

## Objetivos
Su objetivo es promover la conciencia sobre los derechos humanos, centrándose en la Declaración Universal de Derechos Humanos de las Naciones Unidas de 1948 y los instrumentos internacionales de derechos humanos relacionados, pide un parlamento elegido y la creación de instituciones legales para apoyar la transparencia y la rendición de cuentas. La ACPRA también pide leyes para proteger los derechos de las minorías y tiene la intención de documentar las violaciones de derechos humanos.

## Declaraciones e informes
En enero de 2011, ACPRA y Human Rights First Society se quejaron ante el rey Abdullah de la tortura del juez septuagenario Suliman al-Reshoudi , cuyos pies estaban encadenados a su cama todas las noches y que se veía obligado a sentarse durante el día. A finales de marzo de 2011, el líder de ACPRA, Mohammad Fahad Al-Qahtani, declaró que vio a la policía detener a unos 50 de cada 100 manifestantes en el Ministerio del Interior en Riad.

## Respuestas del gobierno

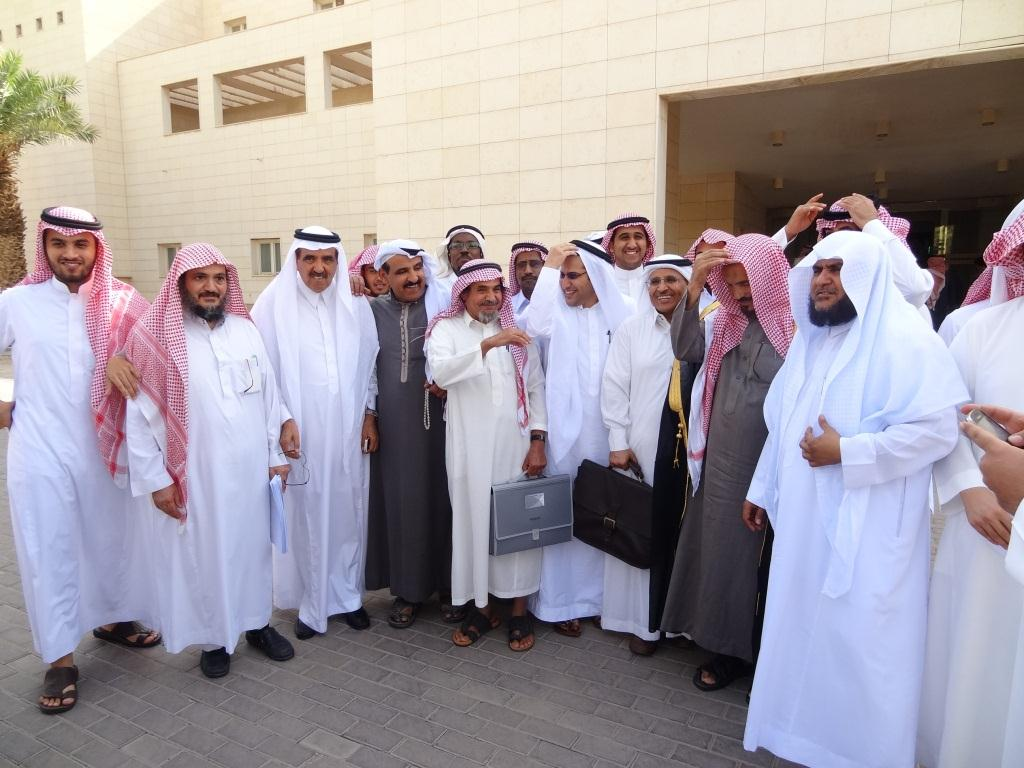
Una foto de grupo de los asistentes a la 6ª sesión de prueba.

El cofundador de ACPRA, Mohammed Saleh al-Bejadi (también al-Bjady ) fue arrestado el 21 de marzo de 2011, durante las protestas de Arabia Saudita de 2011 , en Buraidah por Mabahith , la agencia de seguridad interna. La ACPRA declaró que la detención fue arbitraria , en violación de la Ley Fundamental de Arabia Saudita y la Ley de Procedimiento Penal. Al-Bejadi compareció ante el Tribunal Penal Especializado en agosto de 2011 acusado de "insurrección contra el gobernante, instigar manifestaciones y hablar con medios  extranjeros". El juez al-'Abd al-Latif impidió que los abogados defensores de al-Bejadi asistieran a la sesión del juicio de agosto.
El 18 de junio de 2012, el cofundador y líder de ACPRA, Mohammad Fahad al-Qahtani, fue acusado en un tribunal saudí por sus actividades de derechos humanos. El 29 de junio, el Instituto de Estudios de Derechos Humanos de El Cairo habló en nombre de al-Qahtani en la vigésima sesión del Consejo de Derechos Humanos de las Naciones Unidas. Otro cofundador de ACPRA, Abdullah al-Hamid, fue acusado de delitos similares el 11 de junio de 2012.